# Mittenwalde (Uckermark)
Mittenwalde é um município da Alemanha, situado no distrito de Uckermark, no estado de Brandemburgo. Tem 22,87 km² de área, e sua população em 2019 foi estimada em 357 habitantes.